# 皮斯
皮斯（法語：Pis，法語發音：[pis]）是法国热尔省的一个市镇，位于该省东部偏北，属于孔东区和热尔洛马涅市镇公共社区。

## 地理
皮斯（43°47'4"N, 0°42'40"E）面积5.36 平方千米，位于法国奧克西塔尼大區热尔省，该省份为法国西南部内陆省份，北起顺时针与洛特-加龙省、塔恩-加龙省、上加龙省、上比利牛斯省、大西洋比利牛斯省和朗德省接壤。
与皮斯接壤的市镇（或旧市镇、城区）包括：塞朗、古茨、拉拉讷、米拉蒙拉图尔、皮卡斯基耶、泰博斯克。
皮斯的时区为UTC+01:00、UTC+02:00（夏令时）。

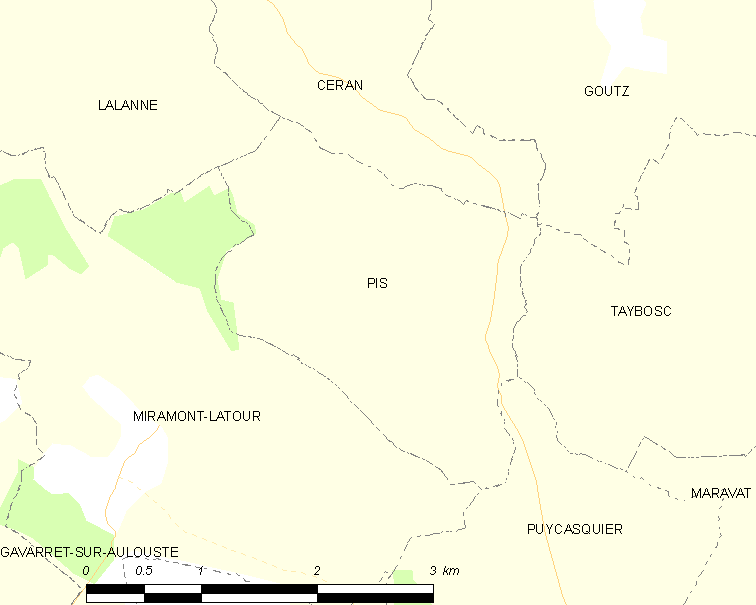
皮斯的OSM定位图

## 行政
皮斯的邮政编码为32500，INSEE市镇编码为32318。

## 政治
皮斯所属的省级选区为弗勒朗斯-洛马涅县。

## 人口

1962-2008年间皮斯人口变化图示

皮斯于2022年1月1日时的人口数量为95人。

## 交通
热尔省省道D105线经过皮斯境内东部。